# MATE
MATE (uitspraak: [ˈmaːteː], zoals in het Spaans) is een desktopomgeving die ontstaan is als fork van GNOME 2. De naam is afgeleid van de yerba mate of matéplant, die wordt gebruikt om de drank maté te bereiden.

## Geschiedenis
Toen GNOME 3 werd uitgebracht en de klassieke bureaubladmetafoor verving door een geheel nieuwe werkwijze, leidde dit tot kritiek vanuit de Linux-gebruikersgemeenschap. Veel gebruikers weigerden het nieuwe GNOME te aanvaarden, en riepen op om de ontwikkeling van GNOME 2 voort te zetten. Het MATE-project werd toen gestart door een Arch Linux-gebruiker om aan deze oproep te voldoen.

## Toepassingen
Veel van de oorspronkelijke GNOME-applicaties zijn geforkt en vervolgens hernoemd.
| GNOME 2.0 toepassing | Nieuwe naam   | Omschrijving van de applicatie       |
| -------------------- | ------------- | ------------------------------------ |
| Nautilus             | Caja          | Bestandsbeheer                       |
| Gedit                | Pluma         | Teksteditor                          |
| Eye of GNOME         | Eye of MATE   | Afbeeldingsweergave                  |
| Evince               | Atril         | Documentweergave                     |
| File Roller          | Engrampa      | Compressie- en archiveringsprogramma |
| GNOME Terminal       | MATE Terminal | Terminalemulator                     |
| Metacity             | Marco         | Windowmanager                        |
| Alacarte             | Mozo          | Menueditor                           |

## Ontvangst
MATE 1.2 werd op 16 april 2012 uitgebracht. Het was een van de standaard desktops die meegeleverd werd bij Linux Mint 12 "Lisa", en bij Snowlinux 2 "Cream". Er zijn ook pakketten beschikbaar voor Arch Linux, Ubuntu, Debian, openSuse, Salix OS en Sabayon Linux. MATE is bovendien de normale desktop in Linux Mint Debian Edition, naast Cinnamon als tweede alternatief. Daarnaast werd MATE ook voorgesteld als optie in Fedora 18 in de herfst van 2012.

## Achtergrond
Het project wordt ondersteund door het Linux Mint-ontwikkelingsteam, dat zelf daarnaast Cinnamon ontwikkelt, eveneens een GNOME-gebaseerde desktop.
MATE 1.6 verwijdert een aantal oude bibliotheken en gaat over van mate-conf (een fork van GConf) op GSettings, en van mate-corba (een fork van GNOME's eigen Bonobo) op D-Bus.
Ondertussen zullen de bestaande, van GNOME 2 "geërfde" applicaties verder worden onderhouden en worden er nieuwe functies toegevoegd. In versie 1.12 werd GTK+3 ingevoerd (aangekondigd in 2011) en werden er ook verbeteringen aangebracht aan de ondersteuning voor systemd. Wayland staat op de planning voor een latere versie.

## Versiegeschiedenis
- 1.26 (3 augustus 2021)
- 1.24 (10 februari 2020)
- 1.22 (18 maart 2019)
- 1.20 (7 februari 2018)
- 1.18 (13 maart 2017)
- 1.16 (21 september 2016)
- 1.14 (8 april 2016)
- 1.12 (5 november 2015)
- 1.10 (11 juni 2015)
- 1.8 (4 maart 2014)
- 1.6 (2 april 2013)
- 1.4 (30 juli 2012)
- 1.2 (16 april 2012)